# A Chelsea FC 2007–2008-as szezonja
A 2007–08-as szezon az angol Chelsea FC 16. szezonja a Premier League-ben, valamint történetének 102. idénye. José Mourinho edző közös megegyezés után 2007. szeptember 20-án hagyta el a klubot, miután a csapat 1–1-es döntetlent játszott a Rosenborggal a Bajnokok Ligájában. Helyét az izraeli Avram Grant vette át.
A 2007–08-as bajnoki cím sorsa csak az utolsó (38.) játéknapon dőlt el. A Chelsea-nek győzelemre volt szüksége a Bolton Wanderers ellen, a Manchester Unitednek pedig döntetlennel vagy vereséggel kellett volna zárnia a szezont a Wigan Athletic ellen. Végül a Chelsea 1–1-et játszott a Boltonnal, míg a Manchester 2–0-ra nyert, így a Chelsea már a második egymást követő szezonban lett ezüstérmes.
A szezon során a Chelsea történetének első Bajnokok Ligája-döntőjét játszotta a Manchester United ellen. Ez volt az első döntő, amit két angol csapat játszott. 120 perc után az állás 1–1 volt, a Manchester végül büntetőpárbajban 6–5-re nyert, miután John Terry elcsúszott a saját tizenegyesénél (ezzel nyert volna a Chelsea), Edwin van der Sar pedig hárította Nicolas Anelka lövését. Három év alatt ez volt az első, mikor a Chelsea trófea nélkül zárta a szezont, ez pedig Avram Grant távozását jelentette, akit három nappal a Bajnokok Ligája döntője után menesztett a klub. Öt nappal később, 2008. május 29-én a csapat a segédedzőt, Henk ten Cate-t nevezte ki vezetőedzőnek.

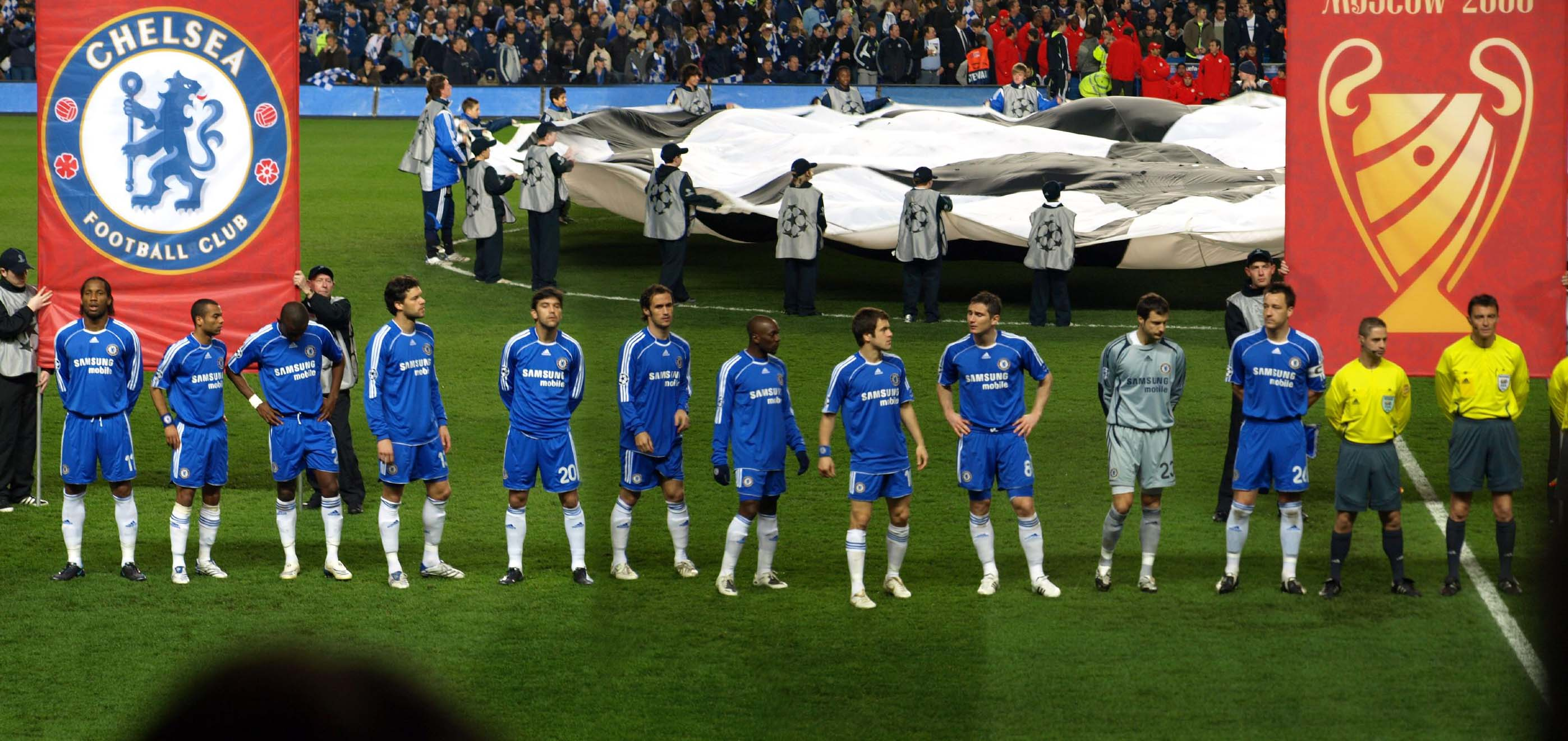
A Chelsea az Olimbiakósz ellen a 2007–08-as Bajnokok Ligájában

## Mezek
| \| \| \| \| \| \| \| \| \| \| \| \| |              |              |
| Hazai mez                           |              |              |
| Team colours                        | Team colours | Team colours |
| Team colours                        |              |              |
| Team colours                        |              |              |

| Team colours | Team colours | Team colours |
| Team colours |              |              |
| Team colours |              |              |

| \| \| \| \| \| \| \| \| \| \| \| \| |              |              |
| Idegenbeli mez                      |              |              |
| Team colours                        | Team colours | Team colours |
| Team colours                        |              |              |
| Team colours                        |              |              |

| Team colours | Team colours | Team colours |
| Team colours |              |              |
| Team colours |              |              |

| \| \| \| \| \| \| \| \| \| \| \| \| |              |              |
| Harmadik mez                        |              |              |
| Team colours                        | Team colours | Team colours |
| Team colours                        |              |              |
| Team colours                        |              |              |

| Team colours | Team colours | Team colours |
| Team colours |              |              |
| Team colours |              |              |

A csapat mezeit az Adidas készítette, a fő szponzor a Samsung Mobile volt. A hazai mez az előző szezonban használt mez maradt. Az idegenbeli mez neonzöld lett fekete csíkokkal, ami a korábbi fekete színű idegenbeli mezt váltotta fel. A harmadik mez fehér színű lett kék csíkokkal.

## Játékoskeret
| #  |                  | Poszt | Név                                      |
| -- | ---------------- | ----- | ---------------------------------------- |
| 1  | cseh             | K     | Petr Čech                                |
| 2  | szerb            | V     | Branislav Ivanović                       |
| 3  | angol            | V     | Ashley Cole                              |
| 4  | francia          | KP    | Claude Makélélé                          |
| 5  | Ghána            | KP    | Michael Essien                           |
| 6  | portugál         | V     | Ricardo Carvalho                         |
| 7  | ukrán            | CS    | Andrij Sevcsenko                         |
| 8  | angol            | KP    | Frank Lampard (Csapatkapitány-helyettes) |
| 9  | angol            | KP    | Steve Sidwell                            |
| 10 | angol            | KP    | Joe Cole                                 |
| 11 | Elefántcsontpart | CS    | Didier Drogba                            |
| 12 | Nigéria          | KP    | John Obi Mikel                           |
| 13 | német            | KP    | Michael Ballack                          |
| 14 | Peru             | CS    | Claudio Pizarro                          |

| #  |                  | Poszt | Név                         |
| -- | ---------------- | ----- | --------------------------- |
| 15 | francia          | KP    | Florent Malouda             |
| 18 | angol            | V     | Wayne Bridge                |
| 20 | portugál         | V     | Paulo Ferreira              |
| 21 | Elefántcsontpart | CS    | Salomon Kalou               |
| 22 | Izrael           | V     | Tal Ben Haim                |
| 23 | olasz            | K     | Carlo Cudicini              |
| 24 | angol            | KP    | Shaun Wright-Phillips       |
| 26 | angol            | V     | John Terry (Csapatkapitány) |
| 27 | Argentína        | CS    | Franco di Santo             |
| 33 | brazil           | V     | Alex                        |
| 35 | brazil           | V     | Juliano Belletti            |
| 39 | francia          | CS    | Nicolas Anelka              |
| 40 | portugál         | K     | Henrique Hilário            |

## Átigazolások

### Érkezett
| #  | Poszt | Játékos            | Előző csapat       | Ár                     | Dátum               |
| -- | ----- | ------------------ | ------------------ | ---------------------- | ------------------- |
| –– | MF    | Jacob Mellis       | Sheffield United   | Nem közzétett          | 2007 június         |
| –– | FW    | Danny Philliskirk  | Oldham Athletic    | Nem közzétett          | 2007. június 1.     |
| 14 | FW    | Claudio Pizarro    | Bayern München     | Ingyen                 | 2007. június 1.     |
| 22 | DF    | Tal Ben Haim       | Bolton Wanderers   | Ingyen                 | 2007. június 14.    |
| 9  | MF    | Steve Sidwell      | Reading            | Ingyen                 | 2007. július 1.     |
| 15 | MF    | Florent Malouda    | Olympique Lyonnais | 13,5 millió font       | 2007. július 10.    |
| 33 | DF    | Alex               | PSV Eindhoven      | Kölcsönből tért vissza | 2007. augusztus 10. |
| 35 | DF    | Juliano Belletti   | FC Barcelona       | Nem közzétett          | 2007. augusztus 23. |
| 39 | FW    | Nicolas Anelka     | Bolton Wanderers   | 15 millió font         | 2008. január 11.    |
| 2  | DF    | Branislav Ivanović | Lokomotiv Moszkva  | Nem közzétett          | 2008. január 16.    |

### Távozott
| #  | Poszt | Játékos                | Következő csapat  | Ár             | Dátum               |
| -- | ----- | ---------------------- | ----------------- | -------------- | ------------------- |
| 33 | DF    | Nuno Morais            | APÓEL             | Ingyen         | 2007. május 12.     |
| –– | DF    | Jonas Elmer            | FC Aarau          | Nem közzétett  | 2007 nyár           |
| 41 | GK    | Yves Makabu-Makalambay | Hibernian         | Ingyen         | 2007. június 27.    |
| 14 | MF    | Geremi Njitap          | Newcastle United  | Ingyen         | 2007. július 6.     |
| –– | GK    | James Russell          | Stevenage Borough | Ingyen         | 2007. augusztus 8.  |
| 16 | MF    | Arjen Robben           | Real Madrid       | 21 millió font | 2007. augusztus 22. |
| 2  | DF    | Glen Johnson           | Portsmouth        | 4 millió font  | 2007. augusztus 31. |
| 19 | MF    | Lassana Diarra         | Arsenal           | Nem közzétett  | 2007. augusztus 31. |
| –– | MF    | Juan Sebastián Verón   | Estudiantes       | Ingyen         | 2007 nyár           |

## Statisztika

### Áttekintés
2008. május 22. szerint
(Csak tétmérkőzések)

Mérkőzések: 62

Megnyert: 39

Döntetlen: 15

Elveszített: 8

Lőtt gólok: 106

Kapott gólok: 44

Gólkülönbség: +62

Legjobb eredmény: 6-0 (O) – 2008. október 27., a Manchester City ellen

Legrosszabb eredmény: 2-0 (I) – 2008. szeptember 2., az Aston Villa ellen / 2008. szeptember 23., a Manchester United ellen

Gólkirály:  Frank Lampard (20)

Pontok: 132 / 186 (71%)

### Versenyek
| Kiírás              | Kezdő kör    | Végső helyezés / kör | Első mérkőzés        | Utolsó mérkőzés    |
| ------------------- | ------------ | -------------------- | -------------------- | ------------------ |
| FA Community Shield | —            | Ezüstérmes           | 2007. augusztus 5.   | 2007. augusztus 5. |
| Premier League      | —            | Ezüstérmes           | 2007. augusztus 12.  | 2008. május 11.    |
| Bajnokok Ligája     | Csoportkör   | Ezüstérmes           | 2007. szeptember 18. | 2008. május 21.    |
| FA-kupa             | Harmadik kör | Negyeddöntő          | 2008. január 5.      | 2008. március 3.   |
| Ligakupa            | Harmadik kör | Ezüstérmes           | 2007. szeptember 24. | 2008. február 24.  |

### Mérkőzések és gólok
2009. január 4. szerint
| #  | Nemzet           | Poszt | Játékos               | Premier League | Premier League | Bajnokok Ligája | Bajnokok Ligája | FA-kupa | FA-kupa | Ligakupa | Ligakupa | Összesen | Összesen |
| #  | Nemzet           | Poszt | Játékos               | Meccs          | Gól            | Meccs           | Gól             | Meccs   | Gól     | Meccs    | Gól      | Meccs    | Gól      |
| -- | ---------------- | ----- | --------------------- | -------------- | -------------- | --------------- | --------------- | ------- | ------- | -------- | -------- | -------- | -------- |
| 1  | cseh             | GK    | Petr Čech             | 26             | -17            | 9               | -6              | 1       | -1      | 3        | -2       | 39       | -26      |
| 3  | angol            | DF    | Ashley Cole           | 27             | 1              | 10              | 0               | 1       | 0       | 2        | 0        | 40       | 1        |
| 4  | francia          | MF    | Claude Makélélé       | 18             | 0              | 13              | 0               | 1       | 0       | 2        | 0        | 34       | 0        |
| 5  | Ghána            | MF    | Michael Essien        | 27             | 6              | 12              | 0               | 2       | 0       | 4        | 0        | 45       | 6        |
| 6  | portugál         | DF    | Ricardo Carvalho      | 21             | 1              | 10              | 0               | 2       | 0       | 4        | 0        | 37       | 1        |
| 7  | ukrán            | FW    | Andrij Sevcsenko      | 17             | 5              | 5               | 1               | 1       | 0       | 2        | 2        | 25       | 8        |
| 8  | angol            | MF    | Frank Lampard         | 24             | 10             | 11              | 4               | 1       | 2       | 3        | 4        | 39       | 20       |
| 9  | angol            | MF    | Steve Sidwell         | 15             | 0              | 1               | 0               | 3       | 0       | 5        | 1        | 24       | 1        |
| 10 | angol            | MF    | Joe Cole              | 33             | 7              | 13              | 2               | 3       | 0       | 5        | 1        | 54       | 10       |
| 11 | Elefántcsontpart | FW    | Didier Drogba         | 19             | 8              | 11              | 6               | 1       | 0       | 1        | 1        | 32       | 15       |
| 12 | Nigéria          | MF    | John Obi Mikel        | 29             | 0              | 4               | 0               | 2       | 0       | 3        | 0        | 38       | 0        |
| 13 | német            | MF    | Michael Ballack       | 18             | 7              | 7               | 2               | 2       | 0       | 3        | 0        | 30       | 9        |
| 14 | Peru             | FW    | Claudio Pizarro       | 21             | 2              | 2               | 0               | 4       | 0       | 4        | 0        | 31       | 2        |
| 15 | francia          | FW    | Florent Malouda       | 21             | 2              | 10              | 1               | 2       | 0       | 3        | 0        | 36       | 3        |
| 17 | angol            | FW    | Scott Sinclair        | 1              | 0              | 0               | 0               | 2       | 0       | 3        | 1        | 6        | 1        |
| 18 | angol            | DF    | Wayne Bridge          | 11             | 0              | 3               | 0               | 3       | 0       | 5        | 0        | 22       | 0        |
| 20 | portugál         | DF    | Paulo Ferreira        | 18             | 0              | 5               | 0               | 3       | 0       | 2        | 0        | 28       | 0        |
| 21 | Elefántcsontpart | FW    | Salomon Kalou         | 30             | 7              | 11              | 1               | 3       | 1       | 4        | 2        | 48       | 11       |
| 22 | Izrael           | DF    | Tal Ben Haim          | 13             | 0              | 2               | 0               | 2       | 0       | 5        | 0        | 22       | 0        |
| 23 | olasz            | GK    | Carlo Cudicini        | 10             | -7             | 5               | -2              | 2       | -1      | 2        | -3       | 19       | -13      |
| 24 | angol            | MF    | Shaun Wright-Phillips | 27             | 2              | 5               | 0               | 3       | 1       | 5        | 1        | 40       | 4        |
| 26 | angol            | DF    | John Terry            | 23             | 1              | 10              | 0               | 2       | 0       | 2        | 0        | 37       | 1        |
| 33 | brazil           | DF    | Alex                  | 28             | 2              | 6               | 1               | 2       | 0       | 3        | 0        | 39       | 3        |
| 35 | brazil           | DF    | Juliano Belletti      | 23             | 2              | 7               | 0               | 2       | 0       | 6        | 0        | 38       | 2        |
| 39 | francia          | FW    | Nicolas Anelka        | 14             | 1              | 5               | 0               | 3       | 1       | 2        | 0        | 24       | 2        |
| 40 | portugál         | GK    | Henrique Hilário      | 3              | -2             | 1               | 0               | 1       | 0       | 1        | -1       | 6        | -3       |

### Lapok
| #  | Nemzet           | Játékos               | Sárga lapok | Piros lapok |
| -- | ---------------- | --------------------- | ----------- | ----------- |
| 3  | angol            | Ashley Cole           | 4           | 1           |
| 4  | francia          | Claude Makélélé       | 1           | 0           |
| 5  | Ghána            | Michael Essien        | 5           | 1           |
| 6  | portugál         | Ricardo Carvalho      | 6           | 1           |
| 8  | angol            | Frank Lampard         | 4           | 2           |
| 9  | angol            | Steve Sidwell         | 1           | 0           |
| 10 | angol            | Joe Cole              | 5           | 0           |
| 11 | Elefántcsontpart | Didier Drogba         | 6           | 4           |
| 12 | Nigéria          | John Obi Mikel        | 5           | 1           |
| 13 | német            | Michael Ballack       | 5           | 0           |
| 14 | Peru             | Claudio Pizarro       | 1           | 0           |
| 15 | francia          | Florent Malouda       | 2           | 0           |
| 20 | portugál         | Paulo Ferreira        | 1           | 0           |
| 21 | Elefántcsontpart | Salomon Kalou         | 1           | 0           |
| 22 | Izrael           | Tal Ben Haim          | 2           | 0           |
| 24 | angol            | Shaun Wright-Phillips | 2           | 0           |
| 26 | angol            | John Terry            | 6           | 2           |
| 33 | brazil           | Alex                  | 4           | 0           |
| 35 | brazil           | Juliano Belletti      | 4           | 0           |

## Csapat

### Vezetőség
| Poszt                                             | Staff                                                  |
| ------------------------------------------------- | ------------------------------------------------------ |
| Edzők                                             | Jose Mourinho (2007. szeptember 20-ig)                 |
| Edzők                                             | Avram Grant (2007. szeptember 20. – 2008. május 24.)   |
| Segédedzők                                        | Steve Clarke                                           |
| Segédedzők                                        | Avram Grant (2007. szeptember 20-ig)                   |
| Segédedzők                                        | Henk ten Cate (2007. szeptember 20. – 2008. május 29.) |
| Kapusedző                                         | Christophe Lollichon                                   |
| Játékosfigyelő                                    | Michael Emenalo                                        |
| Csapatorvos                                       | Dr. Bryan English                                      |
| Fő játékosmegfigyelő, az ififejlesztés igazgatója | Frank Arnesen                                          |
| Tartalékcsapat edzője                             | Brendan Rogers                                         |
| Junior csapat edzője                              | Paul Clement                                           |
| Akadémia edzője                                   | Neil Bath                                              |

## Mérkőzések

### Előszezon
| 2007. július 14. 02:00 | Chelsea               | 2 – 1         | Club América | Stanford Stadion, Kalifornia Nézőszám: 47 329 Játékvezető: Kevin Scott |
| 2007. július 14. 02:00 | Malouda 74' Terry 83' | (Jegyzőkönyv) | Mosqueda 2'  | Stanford Stadion, Kalifornia Nézőszám: 47 329 Játékvezető: Kevin Scott |

| 2007. július 17. 04:00 | Chelsea    | 1 – 0         | Suwon Bluewings | Home Depot Center, Kalifornia Nézőszám: 15 349 Játékvezető: Ricardo Salazar |
| 2007. július 17. 04:00 | Drogba 83' | (Jegyzőkönyv) |                 | Home Depot Center, Kalifornia Nézőszám: 15 349 Játékvezető: Ricardo Salazar |

| 2007. július 22. 02:00 | LA Galaxy | 0 – 1         | Chelsea   | Home Depot Center, Kalifornia Nézőszám: 27 000 Játékvezető: Brian Hall |
| 2007. július 22. 02:00 |           | (Jegyzőkönyv) | Terry 48' | Home Depot Center, Kalifornia Nézőszám: 27 000 Játékvezető: Brian Hall |

| 2007. július 25. 18:00 | Feyenoord   | 1 – 1         | Chelsea     | Feijenoord Stadion, Rotterdam Nézőszám: 44 000 Játékvezető: Ruud Bossen |
| 2007. július 25. 18:00 | Hofland 45' | (Jegyzőkönyv) | Lampard 79' | Feijenoord Stadion, Rotterdam Nézőszám: 44 000 Játékvezető: Ruud Bossen |

| 2007. július 28. 15:00 | Rangers           | 2 – 0         | Chelsea | Ibrox Stadion, Glasgow Nézőszám: 50 380 Játékvezető: Stuart Dougal |
| 2007. július 28. 15:00 | Novo 84' Šebo 86' | (Jegyzőkönyv) |         | Ibrox Stadion, Glasgow Nézőszám: 50 380 Játékvezető: Stuart Dougal |

| 2007. július 31. 19:10 | Brøndby IF | 0 – 2         | Chelsea        | Brøndby Stadion, Koppenhága Nézőszám: 22 800 |
| 2007. július 31. 19:10 |            | (Jegyzőkönyv) | Drogba 61' 84' | Brøndby Stadion, Koppenhága Nézőszám: 22 800 |

### FA Community Shield
| 2007. augusztus 5. 15:00 | Chelsea     | 1 – 1 (0 – 3 11-esekkel) | Manchester United | Wembley Stadion, London Nézőszám: 80 731 Játékvezető: Mark Halsey |
| 2007. augusztus 5. 15:00 | Malouda 44' | (Jegyzőkönyv)            | Giggs 34'         | Wembley Stadion, London Nézőszám: 80 731 Játékvezető: Mark Halsey |

|                                 |       | 11-esekkel               |  |
| Pizarro Lampard Wright-Phillips | 0 – 3 | Ferdinand Carrick Rooney |  |

### Premier League

#### Tabella
Utolsó frissítés 2008. május 11.
# = Helyezés; M = Játszott Meccsek száma; Gy = Győzelem; D = Döntetlen; V = Vereség; Lg = Lőtt gólok; Kg = Kapott gólok; Gk = Gólkülönbség; Pont = Pontok
Rendezési elv: 1. Pontszám; 2. Gólkülönbség; 3. Lőtt gólok száma
(B)- bajnok

#### Eredmények
| Összesen | Összesen | Összesen | Összesen | Összesen | Összesen | Összesen | Összesen | Otthon | Otthon | Otthon | Otthon | Otthon | Otthon | Idegenben | Idegenben | Idegenben | Idegenben | Idegenben | Idegenben |
| M        | Gy       | D        | V        | Lg       | Kg       | Gk       | Pont     | Gy     | D      | V      | Lg     | Kg     | Gk     | Gy        | D         | V         | Lg        | Kg        | Gk        |
| -------- | -------- | -------- | -------- | -------- | -------- | -------- | -------- | ------ | ------ | ------ | ------ | ------ | ------ | --------- | --------- | --------- | --------- | --------- | --------- |
| 38       | 25       | 10       | 3        | 65       | 26       | +39      | 85       | 12     | 7      | 0      | 36     | 13     | +23    | 13        | 3         | 3         | 29        | 13        | +16       |

Forrás: Barclays Premier League Archiválva 2007. július 15-i dátummal a Wayback Machine-ben

#### Eredmények fordulónként
| Round    | 1  | 2  | 3 | 4  | 5  | 6  | 7  | 8  | 9  | 10 | 11 | 12 | 13 | 14 | 15 | 16 | 17 | 18 | 19 | 20 | 21 | 22 | 23 | 24 | 25 | 26 | 27 | 28 | 29 | 30 | 31 | 32 | 33 | 34 | 35 | 36 | 37 | 38 |
| -------- | -- | -- | - | -- | -- | -- | -- | -- | -- | -- | -- | -- | -- | -- | -- | -- | -- | -- | -- | -- | -- | -- | -- | -- | -- | -- | -- | -- | -- | -- | -- | -- | -- | -- | -- | -- | -- | -- |
| Forduló  | H  | I  | I | H  | I  | H  | I  | H  | I  | I  | H  | I  | H  | I  | H  | H  | I  | I  | H  | H  | I  | H  | I  | H  | I  | H  | I  | H  | I  | I  | H  | H  | I  | H  | I  | H  | I  | H  |
| Eredmény | Gy | Gy | D | Gy | V  | D  | V  | D  | Gy | Gy | Gy | Gy | D  | Gy | Gy | Gy | V  | Gy | D  | Gy | Gy | Gy | Gy | Gy | D  | D  | Gy | Gy | Gy | D  | Gy | Gy | Gy | D  | Gy | Gy | Gy | D  |
| Pontok   | 3  | 6  | 7 | 10 | 10 | 11 | 11 | 12 | 15 | 18 | 21 | 24 | 25 | 28 | 31 | 34 | 34 | 37 | 38 | 41 | 44 | 47 | 50 | 53 | 54 | 55 | 58 | 61 | 64 | 65 | 68 | 71 | 74 | 75 | 78 | 81 | 84 | 85 |

#### PL Mérkőzések
| 2007. augusztus 12. 13:30 | Chelsea                            | 3 – 2         | Birmingham            | Stamford Bridge, London Nézőszám: 41 590 Játékvezető: Steve Bennett |
| 2007. augusztus 12. 13:30 | Pizarro 17' Malouda 30' Essien 49' | (Jegyzőkönyv) | Forssell 14' Kapo 34' | Stamford Bridge, London Nézőszám: 41 590 Játékvezető: Steve Bennett |

| 2007. augusztus 15. 20:00 | Reading                  | 1 – 2         | Chelsea                | Madejski Stadion, Reading Nézőszám: 24 031 Játékvezető: Mike Dean |
| 2007. augusztus 15. 20:00 | Bikey 30' Cissé 15′, 71′ | (Jegyzőkönyv) | Lampard 47' Drogba 50' | Madejski Stadion, Reading Nézőszám: 24 031 Játékvezető: Mike Dean |

| 2007. augusztus 19. 16:00 | Liverpool  | 1 – 1         | Chelsea             | Anfield, Liverpool Nézőszám: 43 924 Játékvezető: Robert Styles |
| 2007. augusztus 19. 16:00 | Torres 15' | (Jegyzőkönyv) | Lampard 62' (11-es) | Anfield, Liverpool Nézőszám: 43 924 Játékvezető: Robert Styles |

| 2007. augusztus 25. 15:00 | Chelsea     | 1 – 0         | Portsmouth | Stamford Bridge, London Nézőszám: 41 501 Játékvezető: Alan Wiley |
| 2007. augusztus 25. 15:00 | Lampard 30' | (Jegyzőkönyv) |            | Stamford Bridge, London Nézőszám: 41 501 Játékvezető: Alan Wiley |

| 2007. szeptember 2. 16:00 | Aston Villa               | 2 – 0         | Chelsea | Villa Park, Birmingham Nézőszám: 31 714 Játékvezető: Mark Clattenburg |
| 2007. szeptember 2. 16:00 | Knight 47' Agbonlahor 88' | (Jegyzőkönyv) |         | Villa Park, Birmingham Nézőszám: 31 714 Játékvezető: Mark Clattenburg |

| 2007. szeptember 15. 17:15 | Chelsea       | 0 – 0 | Blackburn Rovers | Stamford Bridge, London Nézőszám: 41 062 Játékvezető: Howard Webb |
| 2007. szeptember 15. 17:15 | (Jegyzőkönyv) |       |                  | Stamford Bridge, London Nézőszám: 41 062 Játékvezető: Howard Webb |

| 2007. szeptember 23. 16:00 | Manchester United            | 2 – 0         | Chelsea   | Old Trafford, Greater Manchester Nézőszám: 75 663 Játékvezető: Mike Dean |
| 2007. szeptember 23. 16:00 | Tévez 45+2' Saha 88' (11-es) | (Jegyzőkönyv) | Mikel 32′ | Old Trafford, Greater Manchester Nézőszám: 75 663 Játékvezető: Mike Dean |

| 2007. szeptember 29. 15:00 | Chelsea         | 0 – 0         | Fulham | Stamford Bridge, London Nézőszám: 41 837 Játékvezető: Martin Atkinson |
| 2007. szeptember 29. 15:00 | Drogba 34′, 73′ | (Jegyzőkönyv) |        | Stamford Bridge, London Nézőszám: 41 837 Játékvezető: Martin Atkinson |

| 2007. október 7. 15:00 | Bolton Wanderers | 0 – 1         | Chelsea   | Reebok Stadion, Middlebrook Nézőszám: 20 059 Játékvezető: Alan Wiley |
| 2007. október 7. 15:00 |                  | (Jegyzőkönyv) | Kalou 40' | Reebok Stadion, Middlebrook Nézőszám: 20 059 Játékvezető: Alan Wiley |

| 2007. október 20. 15:00 | Middlesbrough | 0 – 2         | Chelsea            | Riverside Stadion, Middlesbrough Nézőszám: 27 669 Játékvezető: Mark Halsey |
| 2007. október 20. 15:00 |               | (Jegyzőkönyv) | Drogba 8' Alex 52' | Riverside Stadion, Middlesbrough Nézőszám: 27 669 Játékvezető: Mark Halsey |

| 2007. október 27. 15:00 | Chelsea                                                       | 6 – 0         | Manchester City | Stamford Bridge, London Nézőszám: 41 832 Játékvezető: Mike Riley |
| 2007. október 27. 15:00 | Essien 17' Drogba 30' 55' J. Cole 60' Kalou 75' Sevcsenko 90' | (Jegyzőkönyv) |                 | Stamford Bridge, London Nézőszám: 41 832 Játékvezető: Mike Riley |

| 2007. november 3. 15:00 | Wigan Athletic | 0 – 2         | Chelsea                  | JJB Stadion, Wigan Nézőszám: 19 011 Játékvezető: Steve Bennett |
| 2007. november 3. 15:00 |                | (Jegyzőkönyv) | Lampard 10' Belletti 17' | JJB Stadion, Wigan Nézőszám: 19 011 Játékvezető: Steve Bennett |

| 2007. november 11. 14:00 | Chelsea    | 1 – 1         | Everton    | Stamford Bridge, London Nézőszám: 41 683 Játékvezető: Alan Wiley |
| 2007. november 11. 14:00 | Drogba 70' | (Jegyzőkönyv) | Cahill 88' | Stamford Bridge, London Nézőszám: 41 683 Játékvezető: Alan Wiley |

| 2007. november 24. 17:15 | Derby County | 0 – 2         | Chelsea                                    | Pride Park Stadion, Derby Nézőszám: 32 789 Játékvezető: Andre Marriner |
| 2007. november 24. 17:15 |              | (Jegyzőkönyv) | Kalou 16' Wright-Phillips 72' Essien 90+2′ | Pride Park Stadion, Derby Nézőszám: 32 789 Játékvezető: Andre Marriner |

| 2007. december 1. 12:45 | Chelsea     | 1 – 0         | West Ham United | Stamford Bridge, London Nézőszám: 41 830 Játékvezető: Howard Webb |
| 2007. december 1. 12:45 | J. Cole 76' | (Jegyzőkönyv) |                 | Stamford Bridge, London Nézőszám: 41 830 Játékvezető: Howard Webb |

| 2007. december 8. 15:00 | Chelsea                           | 2 – 0         | Sunderland | Stamford Bridge, London Nézőszám: 41 707 Játékvezető: Peter Walton |
| 2007. december 8. 15:00 | Sevcsenko 22' Lampard 74' (11-es) | (Jegyzőkönyv) |            | Stamford Bridge, London Nézőszám: 41 707 Játékvezető: Peter Walton |

| 2007. december 16. 16:00 | Arsenal      | 1 – 0         | Chelsea | Emirates Stadion, London Nézőszám: 60 139 Játékvezető: Alan Wiley |
| 2007. december 16. 16:00 | Gallas 45+2' | (Jegyzőkönyv) |         | Emirates Stadion, London Nézőszám: 60 139 Játékvezető: Alan Wiley |

| 2007. december 23. 16:10 | Blackburn Rovers | 0 – 1         | Chelsea     | Ewood Park, Blackburn Nézőszám: 23 966 Játékvezető: Steve Bennett |
| 2007. december 23. 16:10 |                  | (Jegyzőkönyv) | J. Cole 21' | Ewood Park, Blackburn Nézőszám: 23 966 Játékvezető: Steve Bennett |

| 2007. december 26. 13:00 | Chelsea                                                                     | 4 – 4         | Aston Villa                                                  | Stamford Bridge, London Nézőszám: 41 686 Játékvezető: Phil Dowd |
| 2007. december 26. 13:00 | Sevcsenko 45+4' (11-es) 49' Alex 65' Carvalho 78′ Ballack 87' A. Cole 90+1′ | (Jegyzőkönyv) | Maloney 13' 43' Knight 45+2′ Laursen 71' Barry 90+2' (11-es) | Stamford Bridge, London Nézőszám: 41 686 Játékvezető: Phil Dowd |

| 2007. december 29. 15:00 | Chelsea              | 2 – 1         | Newcastle United | Stamford Bridge, London Nézőszám: 41 751 Játékvezető: Mike Riley |
| 2007. december 29. 15:00 | Essien 28' Kalou 87' | (Jegyzőkönyv) | Butt 56'         | Stamford Bridge, London Nézőszám: 41 751 Játékvezető: Mike Riley |

| 2008. január 1. 12:45 | Fulham            | 1 – 2         | Chelsea                       | Craven Cottage, Hammersmith and Fulham Nézőszám: 25 357 Játékvezető: Mark Halsey |
| 2008. január 1. 12:45 | Murphy 9' (11-es) | (Jegyzőkönyv) | Kalou 53' Ballack 61' (11-es) | Craven Cottage, Hammersmith and Fulham Nézőszám: 25 357 Játékvezető: Mark Halsey |

| 2008. január 12. 15:00 | Chelsea                          | 2 – 0         | Tottenham Hotspur | Stamford Bridge, London Nézőszám: 41 777 Játékvezető: Alan Wiley |
| 2008. január 12. 15:00 | Belletti 18' Wright-Phillips 80' | (Jegyzőkönyv) |                   | Stamford Bridge, London Nézőszám: 41 777 Játékvezető: Alan Wiley |

| 2008. január 19. 15:00 | Birmingham | 0 – 1         | Chelsea     | St. Andrews, Birmingham Nézőszám: 26 567 Játékvezető: Robert Styles |
| 2008. január 19. 15:00 |            | (Jegyzőkönyv) | Pizarro 78' | St. Andrews, Birmingham Nézőszám: 26 567 Játékvezető: Robert Styles |

| 2008. január 30. 19:45 | Chelsea     | 1 – 0         | Reading | Stamford Bridge, London Nézőszám: 41 171 Játékvezető: Mike Dean |
| 2008. január 30. 19:45 | Ballack 31' | (Jegyzőkönyv) |         | Stamford Bridge, London Nézőszám: 41 171 Játékvezető: Mike Dean |

| 2008. február 2. 15:00 | Portsmouth | 1 – 1         | Chelsea    | Fratton Park, Hampshire Nézőszám: 20 488 Játékvezető: Howard Webb |
| 2008. február 2. 15:00 | Defoe 62'  | (Jegyzőkönyv) | Anelka 54' | Fratton Park, Hampshire Nézőszám: 20 488 Játékvezető: Howard Webb |

| 2008. február 10. 16:00 | Chelsea       | 0 – 0 | Liverpool | Stamford Bridge, London Nézőszám: 41 788 Játékvezető: Mike Riley |
| 2008. február 10. 16:00 | (Jegyzőkönyv) |       |           | Stamford Bridge, London Nézőszám: 41 788 Játékvezető: Mike Riley |

| 2008. március 1. 15:00 | West Ham United | 0 – 4         | Chelsea                                                             | Upton Park, London Nézőszám: 34 969 Játékvezető: Peter Walton |
| 2008. március 1. 15:00 |                 | (Jegyzőkönyv) | Lampard 16' (11-es) J. Cole 19' Ballack 21' Lampard 34′ A. Cole 63' | Upton Park, London Nézőszám: 34 969 Játékvezető: Peter Walton |

| 2008. március 12. 20:00 | Chelsea                                               | 6 – 1         | Derby County | Stamford Bridge, London Nézőszám: 39 447 Játékvezető: Chris Foy |
| 2008. március 12. 20:00 | Lampard 27' (11-es) 56' 65' 71' Kalou 42' J. Cole 63' | (Jegyzőkönyv) | Jones 72'    | Stamford Bridge, London Nézőszám: 39 447 Játékvezető: Chris Foy |

| 2008. március 15. 15:00 | Sunderland | 0 – 1         | Chelsea  | Stadium of Light, Sunderland Nézőszám: 44 679 Játékvezető: Mike Dean |
| 2008. március 15. 15:00 |            | (Jegyzőkönyv) | Terry 9' | Stadium of Light, Sunderland Nézőszám: 44 679 Játékvezető: Mike Dean |

| 2008. március 18. 20:00 | Tottenham Hotspur                                   | 4 – 4         | Chelsea                              | White Hart Lane, London Nézőszám: 36 178 Játékvezető: Mike Riley |
| 2008. március 18. 20:00 | Woodgate 12' Berbatov 60' Huddlestone 74' Keane 87' | (Jegyzőkönyv) | Drogba 2' Essien 19' J. Cole 51' 79' | White Hart Lane, London Nézőszám: 36 178 Játékvezető: Mike Riley |

| 2008. március 23. 16:00 | Chelsea        | 2 – 1         | Arsenal   | Stamford Bridge, London Nézőszám: 41 824 Játékvezető: Mark Clattenburg |
| 2008. március 23. 16:00 | Drogba 73' 81' | (Jegyzőkönyv) | Sagna 59' | Stamford Bridge, London Nézőszám: 41 824 Játékvezető: Mark Clattenburg |

| 2008. március 30. 16:00 | Chelsea     | 1 – 0         | Middlesbrough | Stamford Bridge, London Nézőszám: 39 993 Játékvezető: Phil Dowd |
| 2008. március 30. 16:00 | Carvalho 4' | (Jegyzőkönyv) |               | Stamford Bridge, London Nézőszám: 39 993 Játékvezető: Phil Dowd |

| 2008. április 5. 15:00 | Manchester City | 0 – 2         | Chelsea                    | City of Manchester Stadion, Manchester Nézőszám: 42 594 Játékvezető: Chris Foy |
| 2008. április 5. 15:00 |                 | (Jegyzőkönyv) | Dunne 5' (öngól) Kalou 54' | City of Manchester Stadion, Manchester Nézőszám: 42 594 Játékvezető: Chris Foy |

| 2008. április 14. 20:00 | Chelsea    | 1 – 1         | Wigan Athletic | Stamford Bridge, London Nézőszám: 40 487 Játékvezető: Andre Marriner |
| 2008. április 14. 20:00 | Essien 54' | (Jegyzőkönyv) | Heskey 90+1'   | Stamford Bridge, London Nézőszám: 40 487 Játékvezető: Andre Marriner |

| 2008. április 17. 20:00 | Everton | 0 – 1         | Chelsea    | Goodison Park, Liverpool Nézőszám: 37 411 Játékvezető: Martin Atkinson |
| 2008. április 17. 20:00 |         | (Jegyzőkönyv) | Essien 40' | Goodison Park, Liverpool Nézőszám: 37 411 Játékvezető: Martin Atkinson |

| 2008. április 26. 12:45 | Chelsea                 | 2 – 1         | Manchester United | Stamford Bridge, London Nézőszám: 41 828 Játékvezető: Alan Wiley |
| 2008. április 26. 12:45 | Ballack 45' 86' (11-es) | (Jegyzőkönyv) | Rooney 57'        | Stamford Bridge, London Nézőszám: 41 828 Játékvezető: Alan Wiley |

| 2008. május 5. 16:00 | Newcastle United | 0 – 2         | Chelsea                 | St James’ Park, Newcastle upon Tyne Nézőszám: 52 305 Játékvezető: Steve Bennett |
| 2008. május 5. 16:00 |                  | (Jegyzőkönyv) | Ballack 61' Malouda 82' | St James’ Park, Newcastle upon Tyne Nézőszám: 52 305 Játékvezető: Steve Bennett |

| 2008. május 11. 15:00 | Chelsea       | 1 – 1         | Bolton Wanderers | Stamford Bridge, London Nézőszám: 41 755 Játékvezető: Chris Foy |
| 2008. május 11. 15:00 | Sevcsenko 61' | (Jegyzőkönyv) | Taylor 90+2'     | Stamford Bridge, London Nézőszám: 41 755 Játékvezető: Chris Foy |

### Bajnokok Ligája

#### Csoportkör
| Csapat     | M | GY | D | V | LG | KG | GA | Pont |
| ---------- | - | -- | - | - | -- | -- | -- | ---- |
| Chelsea    | 6 | 3  | 3 | 0 | 9  | 2  | +7 | 17   |
| Schalke 04 | 6 | 2  | 2 | 2 | 5  | 4  | -1 | 8    |
| Rosenborg  | 6 | 2  | 1 | 3 | 6  | 9  | -3 | 7    |
| Valencia   | 6 | 1  | 2 | 3 | 2  | 6  | -4 | 5    |

| 2007. szeptember 18. 19:45 | Chelsea       | 1 – 1         | Rosenborg    | Stamford Bridge, London Nézőszám: 24 973 Játékvezető: Laurent Duhamel |
| 2007. szeptember 18. 19:45 | Sevcsenko 53' | (Jegyzőkönyv) | Koppinen 24' | Stamford Bridge, London Nézőszám: 24 973 Játékvezető: Laurent Duhamel |

| 2007. október 3. 19:45 | Valencia | 1 – 2         | Chelsea                | Estadio Mestalla, Valencia Nézőszám: 52 000 Játékvezető: Roberto Rosetti |
| 2007. október 3. 19:45 | Villa 9' | (Jegyzőkönyv) | J. Cole 21' Drogba 71' | Estadio Mestalla, Valencia Nézőszám: 52 000 Játékvezető: Roberto Rosetti |

| 2007. október 24. 19:45 | Chelsea               | 2 – 0         | Schalke 04 | Stamford Bridge, London Nézőszám: 40 910 Játékvezető: Peter Fröjdfeldt |
| 2007. október 24. 19:45 | Malouda 4' Drogba 47' | (Jegyzőkönyv) |            | Stamford Bridge, London Nézőszám: 40 910 Játékvezető: Peter Fröjdfeldt |

| 2007. november 6. 19:45 | Schalke 04    | 0 – 0 | Chelsea | Arena AufSchalke, Gelsenkirchen Nézőszám: 53 951 Játékvezető: Massimo Busacca |
| 2007. november 6. 19:45 | (Jegyzőkönyv) |       |         | Arena AufSchalke, Gelsenkirchen Nézőszám: 53 951 Játékvezető: Massimo Busacca |

| 2007. november 28. 19:45 | Rosenborg | 0 – 4         | Chelsea                            | Lerkendal stadion, Trondheim Nézőszám: 21 582 Játékvezető: Olegário Benquerença |
| 2007. november 28. 19:45 |           | (Jegyzőkönyv) | Drogba 8' 20' Alex 40' J. Cole 73' | Lerkendal stadion, Trondheim Nézőszám: 21 582 Játékvezető: Olegário Benquerença |

| 2007. december 11. 19:45 | Chelsea       | 0 – 0 | Valencia | Stamford Bridge, London Nézőszám: 41 439 Játékvezető: Grzegorz Gilewski |
| 2007. december 11. 19:45 | (Jegyzőkönyv) |       |          | Stamford Bridge, London Nézőszám: 41 439 Játékvezető: Grzegorz Gilewski |

#### Nyolcaddöntő
Első mérkőzés
| 2008. február 19. 20:45 | Olimbiakósz   | 0 – 0 | Chelsea | Karaiszkákisz-stadion, Pireusz Nézőszám: 31 302 Játékvezető: Konrad Plautz |
| 2008. február 19. 20:45 | (Jegyzőkönyv) |       |         | Karaiszkákisz-stadion, Pireusz Nézőszám: 31 302 Játékvezető: Konrad Plautz |

Második mérkőzés
| 2008. március 5. 19:45 | Chelsea                          | 3 – 0         | Olimbiakósz | Stamford Bridge, London Nézőszám: 37 721 Játékvezető: Manuel Mejuto González |
| 2008. március 5. 19:45 | Ballack 5' Lampard 25' Kalou 48' | (Jegyzőkönyv) |             | Stamford Bridge, London Nézőszám: 37 721 Játékvezető: Manuel Mejuto González |

#### Negyeddöntő
Első mérkőzés
| 2008. április 2. 20:45 | Fenerbahçe                    | 2 – 1         | Chelsea            | Şükrü Saracoğlu Stadion, Isztambul Nézőszám: 49 055 Játékvezető: Claus Bo Larsen |
| 2008. április 2. 20:45 | Kazim-Richards 65' Deivid 81' | (Jegyzőkönyv) | Deivid 13' (öngól) | Şükrü Saracoğlu Stadion, Isztambul Nézőszám: 49 055 Játékvezető: Claus Bo Larsen |

Második mérkőzés
| 2008. április 8. 20:45 | Chelsea                | 2 – 0         | Fenerbahçe | Stamford Bridge, London Nézőszám: 38 369 Játékvezető: Herbert Fandel |
| 2008. április 8. 20:45 | Ballack 4' Lampard 87' | (Jegyzőkönyv) |            | Stamford Bridge, London Nézőszám: 38 369 Játékvezető: Herbert Fandel |

#### Elődöntő
Első mérkőzés
| 2008. április 22. 20:45 | Liverpool | 1 – 1         | Chelsea             | Anfield, Liverpool Nézőszám: 42 180 Játékvezető: Konrad Plautz |
| 2008. április 22. 20:45 | Kuyt 43'  | (Jegyzőkönyv) | Riise 90+5' (öngól) | Anfield, Liverpool Nézőszám: 42 180 Játékvezető: Konrad Plautz |

Második mérkőzés
| 2008. április 30. 20:45 | Chelsea                             | 3 – 2 (hu)    | Liverpool             | Stamford Bridge, London Nézőszám: 38 900 Játékvezető: Roberto Rosetti |
| 2008. április 30. 20:45 | Drogba 33' 105' Lampard 98' (11-es) | (Jegyzőkönyv) | Torres 64' Babel 117' | Stamford Bridge, London Nézőszám: 38 900 Játékvezető: Roberto Rosetti |

#### Döntő
| 2008. május 21. 20:45 CEST | Manchester United | 1 – 1 (hu)    | Chelsea     | Luzsnyiki Stadion, Moszkva Nézőszám: 67,310 Játékvezető: Ľuboš Micheľ |
| 2008. május 21. 20:45 CEST | Ronaldo 26'       | (Jegyzőkönyv) | Lampard 45' | Luzsnyiki Stadion, Moszkva Nézőszám: 67,310 Játékvezető: Ľuboš Micheľ |

|                                                                                         |       | 11-esekkel                                                                                         |  |
| Carlos Tévez Michael Carrick Cristiano Ronaldo Owen Hargreaves Nani Anderson Ryan Giggs | 6 – 5 | Michael Ballack Juliano Belletti Frank Lampard Ashley Cole John Terry Salomon Kalou Nicolas Anelka |  |

#### Lapok
| #  | Nemzet           | Játékos          | Sárga lapok | Piros lapok |
| -- | ---------------- | ---------------- | ----------- | ----------- |
| 3  | angol            | Ashley Cole      | 1           | 0           |
| 4  | francia          | Claude Makélélé  | 2           | 0           |
| 5  | Ghána            | Michael Essien   | 4           | 0           |
| 6  | portugál         | Ricardo Carvalho | 2           | 0           |
| 8  | angol            | Frank Lampard    | 1           | 0           |
| 13 | német            | Michael Ballack  | 1           | 0           |
| 20 | portugál         | Paulo Ferreira   | 1           | 0           |
| 26 | angol            | John Terry       | 2           | 0           |
| 33 | brazil           | Alex             | 2           | 0           |
| 35 | brazil           | Juliano Belletti | 1           | 0           |
| 11 | Elefántcsontpart | Didier Drogba    | 0           | 1           |

### Ligakupa

#### 3. kör
| 2007. szeptember 26. 19:45 | Hull City | 0 – 4         | Chelsea                                | KC Stadion, Kingston upon Hull Nézőszám: 23 543 Játékvezető: Chris Foy |
| 2007. szeptember 26. 19:45 |           | (Jegyzőkönyv) | Sinclair 36' Kalou 47' 80' Sidwell 51' | KC Stadion, Kingston upon Hull Nézőszám: 23 543 Játékvezető: Chris Foy |

#### 4. kör
| 2007. október 31. 19:45 | Chelsea                             | 4 – 3         | Leicester City                   | Stamford Bridge, London Nézőszám: 40 037 Játékvezető: Phil Dowd |
| 2007. október 31. 19:45 | Lampard 20' 28' 90+2' Sevcsenko 85' | (Jegyzőkönyv) | McAuley 6' Campbell 67' Cort 73' | Stamford Bridge, London Nézőszám: 40 037 Játékvezető: Phil Dowd |

#### Negyeddöntő
| 2007. december 19. 19:45 | Chelsea                   | 2 – 0         | Liverpool  | Stamford Bridge, London Nézőszám: 41 366 Játékvezető: Martin Atkinson |
| 2007. december 19. 19:45 | Lampard 58' Sevcsenko 89' | (Jegyzőkönyv) | Crouch 59′ | Stamford Bridge, London Nézőszám: 41 366 Játékvezető: Martin Atkinson |

#### Elődöntő
Első mérkőzés
| 2008. január 8. 19:45 | Chelsea                                          | 2 – 1         | Everton    | Stamford Bridge, London Nézőszám: 41 178 Játékvezető: Peter Walton |
| 2008. január 8. 19:45 | Wright-Phillips 25' Mikel 54′ Lescott 90+2' (ög) | (Jegyzőkönyv) | Yakubu 63' | Stamford Bridge, London Nézőszám: 41 178 Játékvezető: Peter Walton |

Második mérkőzés
| 2008. január 23. 19:45 | Everton | 0 – 1         | Chelsea  | Goodison Park, Liverpool Nézőszám: 37 086 Játékvezető: Steve Bennett |
| 2008. január 23. 19:45 |         | (Jegyzőkönyv) | Cole 69' | Goodison Park, Liverpool Nézőszám: 37 086 Játékvezető: Steve Bennett |

a Chelsea nyert 3-1-es összesítéssel

#### Döntő
| 2007. december 24. 15:00 | Tottenham Hotspur                 | 2 – 1 (hu)    | Chelsea    | Wembley Stadion, London Nézőszám: 87 660 Játékvezető: Mark Halsey |
| 2007. december 24. 15:00 | Berbatov 69' (11-es) Woodgate 93' | (Jegyzőkönyv) | Drogba 39' | Wembley Stadion, London Nézőszám: 87 660 Játékvezető: Mark Halsey |

#### Lapok
| #  | Nemzet   | Játékos          | Sárga lapok | Piros lapok |
| -- | -------- | ---------------- | ----------- | ----------- |
| 4  | francia  | Claude Makélélé  | 1           | 0           |
| 6  | portugál | Ricardo Carvalho | 1           | 0           |
| 9  | angol    | Steve Sidwell    | 1           | 0           |
| 10 | angol    | Joe Cole         | 1           | 0           |
| 12 | Nigéria  | John Obi Mikel   | 1           | 0           |
| 22 | Izrael   | Tal Ben Haim     | 1           | 0           |
| 35 | brazil   | Juliano Belletti | 2           | 0           |

### FA-kupa

#### 3. kör
| 2008. január 5. 15:00 | Chelsea          | 1 – 0         | Queens Park Rangers | Stamford Bridge, London Nézőszám: 41 289 Játékvezető: Mike Dean |
| 2008. január 5. 15:00 | Camp 28' (öngól) | (Jegyzőkönyv) |                     | Stamford Bridge, London Nézőszám: 41 289 Játékvezető: Mike Dean |

#### 4. kör
| 2008. január 26. 17:15 | Wigan Athletic | 1 – 2         | Chelsea                        | JJB Stadion, Wigan Nézőszám: 14 116 Játékvezető: Uriah Rennie |
| 2008. január 26. 17:15 | Sibierski 87'  | (Jegyzőkönyv) | Anelka 53' Wright-Phillips 82' | JJB Stadion, Wigan Nézőszám: 14 116 Játékvezető: Uriah Rennie |

#### 5. kör
| 2008. február 16. 15:00 | Chelsea                   | 3 – 1         | Huddersfield Town | Stamford Bridge, London Nézőszám: 41 324 Játékvezető: Mark Clattenburg |
| 2008. február 16. 15:00 | Lampard 17' 60' Kalou 71' | (Jegyzőkönyv) | Collins 45+1'     | Stamford Bridge, London Nézőszám: 41 324 Játékvezető: Mark Clattenburg |

#### Negyeddöntő
| 2008. március 8. 17:30 | Barnsley    | 1 – 0         | Chelsea | Oakwell, Yorkshire Nézőszám: 22 410 Játékvezető: Steve Bennett |
| 2008. március 8. 17:30 | Odejayi 66' | (Jegyzőkönyv) |         | Oakwell, Yorkshire Nézőszám: 22 410 Játékvezető: Steve Bennett |

#### Lapok
| # | Nemzet   | Játékos          | Sárga lapok | Piros lapok |
| - | -------- | ---------------- | ----------- | ----------- |
| 6 | portugál | Ricardo Carvalho | 1           | 0           |